# Дімара Михайло Васильович
Дімара Михайло Васильович (3 жовтня 1876, Годунівка — 20 червня 1979) — заслужений лікар УРСР, почесний громадянин Кременчука.

## Життєпис
Михайло Васильович Дімара народився 3 жовтня 1876 р. в с. Годунівка колишнього Пирятинського повіту Полтавської губернії в родині священника. Після закінчення Полтавської духовної семінарії вступив до Юр'ївського (нині Тартуського) університету на медичний факультет, який закінчив з відзнакою в 1902 р.
7 липня 1903 р. зарахований ординатором терапевтичного відділення Кременчуцької губернської земської лікарні.
1 квітня 1904 обраний завідувачем інфекційним відділенням і прозектурою.
У 1904—1905 рр. перебуває у діючій армії в Маньчжурії полковим лікарем, а після звільнення в запас повернувся до Кременчука на попереднє місце роботи.
У 1914—1918 рр. перебував на посаді лікаря артилерійського полку в діючій армії на фронтах Першої світової війни, в 1919 повернувся у Кременчук і працював завідувачем інфекційним відділенням.
З 1921 р. очолив терапевтичне відділення, одночасно до 1927 р. виконуючи обов'язки головного лікаря. За цей час була проведена реорганізація Кременчуцької губернської земської лікарні в Першу міську радянську. Крім існуючих терапевтичного, хірургічного, інфекційного, венерологічного відділень, були відкриті спеціалізовані: акушерське, гінекологічне, отоларингологічне, офтальмологічне, протитуберкульозне та педіатричне відділення.
Протягом 1927—1972 рр. очолював терапевтичне відділення (з перервою з липня 1941 до березня 1944, коли під час Другої світової війни перебував в евакуації). З 1944 до 1947 рр. паралельно з основною роботою виконував обов'язки судового медичного експерта.
З 1904 р. за сумісництвом займався педагогічною діяльністю: 1904—1913, 1921—1941, 1944—1964 — працював викладачем Кременчуцької фельдшерсько-акушерської школи (з 1954 — Кременчуцьке медичне училище); в 1931—1934 — доцент Кременчуцького філіалу Харківського інституту удосконалення лікарів та Кременчуцького виробничого медичного інституту.
Впродовж професійної діяльності займався науковою роботою, є автором низки наукових праць, опублікованих у наукових медичних журналах.
З 1904 р. був членом Кременчуцького товариства лікарів, протягом 1931—1957 — його головою, в 1957—1979 — почесним головою Кременчуцького науково-медичного товариства. Був учасником усіх з'їздів всесоюзного на республіканських товариств терапевтів.
Неодноразово підвищував свою кваліфікацію у кращих клініках, у тому числі до 1917 р. за кордоном — у Берліні та Відні.
Михайло Васильович брав активну участь у громадському житті Кременчука, неодноразово обирався до Кременчуцької міської та Полтавської обласних рад депутатів трудящих і, як найстаріший депутат, відкривав сесії міської ради.

## Нагороди
- Два ордени Леніна (1948, 1953)
- Медаль «За доблестный труд в Великой Отечественной войне 1941—1945 гг.».
- «Заслужений лікар УРСР» (1946)
- за заслуги в розвитку системи охорони здоров'я в Кременчуці надано звання «Почесний громадянин міста Кременчука».[1][2]

## Вшанування пам'яті
- на карті міста Кременчука з'явилася вулиця Доктора Дімари[3].